# Comédie musicale juke-box

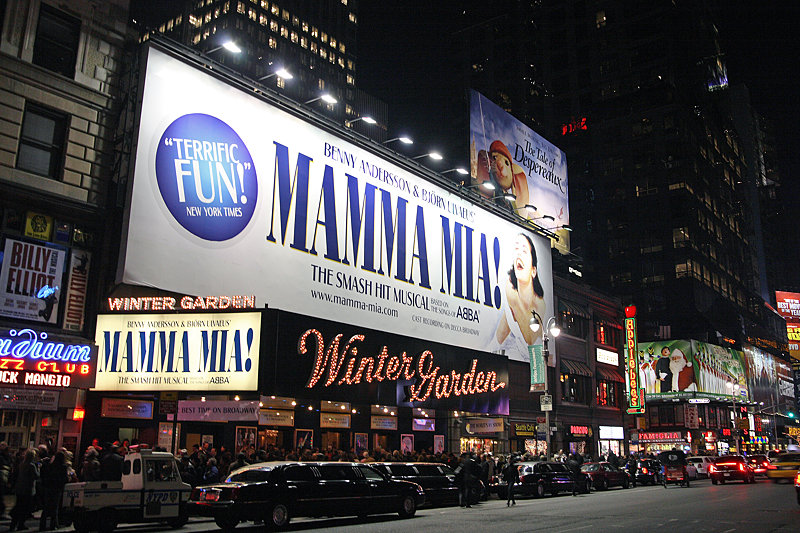
La comédie musicale Mamma Mia ! à l'affiche du Winter Garden Theatre en 2008.

Une comédie musicale jukebox (Jukebox musical en anglais) est un spectacle ou un film musical utilisant des chansons existantes pour servir l'intrigue. Le livret ou le scénario peut donc être composé de chansons de plusieurs artistes, généralement célèbres, ou alors issues de la discographie d'un artiste, d'un groupe ou d'un auteur-compositeur en particulier.
Une comédie musicale jukebox n'est pas obligatoirement biographique, les chansons peuvent servir dans une intrigues n'ayant aucun lien avec l'artiste d'origine comme Mamma Mia ! avec les chansons d'ABBA ou We Will Rock You avec celles de Queen.
Néanmoins, les comédies musicales jukebox biographiques existent également : Elvis Presley, John Lennon, Michael Jackson, Carole King, Donna Summer ou encore Cher font partie de la longue liste d'artistes dont la vie a été adaptée en comédie musicale. Il existe également des Jukebox musical utilisant des musiques instrumentales de compositeurs, y ajoutant parfois des paroles.
L'idée d'utiliser des chansons connues, avec les paroles originales ou adaptées, dans une mise en scène remonte au moins à The Beggar's Opera de 1728. Le terme Jukebox musical est inventé dans les années 1940 et est au départ très utilisé au cinéma avant de devenir un genre très apprécié au théâtre.
En France, la première comédie musicale du genre est  Belles belles belles, basée sur les titres de Claude François. Elle fut suivie notamment par Je m'voyais déjà avec les chansons de Charles Aznavour ou encore Résiste sur celles de France Gall.

## Liste de comédies musicalesJukebox

### Années 1970
| Année | Titre                              | Chansons utilisées                |
| ----- | ---------------------------------- | --------------------------------- |
| 1975  | The Night That Made America Famous | Harry Chapin                      |
| 1977  | Beatlemania                        | The Beatles                       |
| 1977  | Elvis                              | Elvis Presley                     |
| 1978  | Ain't Misbehavin'                  | Renaissance de Harlem/Fats Waller |

### Années 1980
| Année | Titre                          | Chansons utilisées                                          |
| ----- | ------------------------------ | ----------------------------------------------------------- |
| 1983  | Abbacadabra                    | ABBA                                                        |
| 1983  | Singin' in the Rain            | Plusieurs artistes, basé sur le film Chantons sous la pluie |
| 1984  | Leader of the Pack             | Ellie Greenwich, Jeff Barry et Phil Spector                 |
| 1988  | Always ... Patsy Cline         | Patsy Cline                                                 |
| 1989  | Buddy – The Buddy Holly Story  | Buddy Holly et des standards du rock                        |
| 1989  | Return to the Forbidden Planet | Rock des années 1960                                        |

### Années 1990
| Année | Titre                          | Chansons utilisées                                                           |
| ----- | ------------------------------ | ---------------------------------------------------------------------------- |
| 1990  | Forever Plaid                  | Groupes d'harmonies masculin des années 1950                                 |
| 1990  | Five Guys Named Moe            | Louis Jordan                                                                 |
| 1995  | Smokey Joe's Cafe              | Jerry Leiber et Mike Stoller                                                 |
| 1997  | Boogie Nights                  | Hits des années 1970                                                         |
| 1997  | Saturday Night Fever           | Bee Gees, basé sur l'article de Nik Cohn et le film La Fièvre du samedi soir |
| 1999  | Disco Inferno                  | Disco des années 1970                                                        |
| 1999  | Mamma Mia !                    | ABBA                                                                         |
| 1999  | The Marvelous Wonderettes      | Groupes d'harmonies féminin des années 1950 et 1960                          |
| 1999  | It Ain't Nothin' But The Blues | Standards du blues                                                           |

### Années 2000
| Année | Titre                            | Chansons utilisées                                                      |
| ----- | -------------------------------- | ----------------------------------------------------------------------- |
| 2001  | Love, Janis                      | Janis Joplin                                                            |
| 2001  | Shout! The Legend of The Wild On | Johnny O'Keefe                                                          |
| 2002  | We Will Rock You                 | Queen                                                                   |
| 2002  | Our House                        | Madness                                                                 |
| 2002  | Movin' Out                       | Billy Joel                                                              |
| 2003  | The Boy from Oz                  | Peter Allen                                                             |
| 2003  | Hank Williams: Lost Highway      | Hank Williams                                                           |
| 2003  | Tonight's The Night              | Rod Stewart                                                             |
| 2003  | Belles belles belles             | Claude François, premier musical français du genre                      |
| 2003  | Winter Wonderettes               | Chansons de noël et hits des années 1960                                |
| 2004  | On the Record                    | Productions de la Walt Disney Company                                   |
| 2005  | Back to the 80's!                | Hits des années 1980                                                    |
| 2005  | Lennon                           | John Lennon                                                             |
| 2005  | Good Vibrations                  | The Beach Boys                                                          |
| 2005  | All Shook Up                     | Elvis Presley                                                           |
| 2005  | Honky Tonk Laundry               | Hits country d'artistes féminines                                       |
| 2005  | Jersey Boys                      | Frankie Valli et The Four Seasons                                       |
| 2005  | Hoy No Me Puedo Levantar         | Mecano                                                                  |
| 2005  | Bésame Mucho                     | Boleros mexicains et cubains                                            |
| 2006  | Dusty – The Original Pop Diva    | Dusty Springfield                                                       |
| 2006  | Hot Feet                         | Earth, Wind & Fire                                                      |
| 2006  | Priscilla, folle du désert       | Plusieurs artistes, basé sur le film Priscilla, folle du désert         |
| 2006  | Daddy Cool                       | Boney M.                                                                |
| 2006  | Ring of Fire                     | Johnny Cash                                                             |
| 2006  | Rock of Ages                     | Glam metal des années 1980                                              |
| 2006  | Thriller – Live                  | Michael Jackson                                                         |
| 2006  | The Times They Are A-Changin'    | Bob Dylan                                                               |
| 2006  | The Onion Cellar                 | The Dresden Dolls                                                       |
| 2006  | Why Do Fools Fall In Love?       | Hits des années 1960                                                    |
| 2007  | Desperately Seeking Susan        | Blondie, basé sur le film Recherche Susan désespérément                 |
| 2007  | Never Forget                     | Take That                                                               |
| 2007  | Ich war noch niemals in New York | Udo Jürgens                                                             |
| 2007  | Xanadu                           | Electric Light Orchestra et Olivia Newton-John, basé sur le film Xanadu |
| 2007  | Sunshine on Leith                | The Proclaimers                                                         |
| 2007  | The Slide                        | The Beautiful South                                                     |
| 2008  | All the Fun of the Fair          | David Essex                                                             |
| 2008  | Je m'voyais déjà                 | Charles Aznavour                                                        |
| 2009  | Dreamboats and Petticoats        | Hits des années 1960                                                    |
| 2009  | Mentiras el musical              | Hits mexicains des années 1980                                          |
| 2009  | Fela!                            | Fela Kuti                                                               |
| 2009  | Life Could Be a Dream            | Doo-wop des années 1960                                                 |

### Années 2010
| Année | Titre                                | Chansons utilisées |
| ----- | ------------------------------------ | --- |
| 2010  | Perfect Harmony                      | Plusieurs artistes |
| 2010  | Everyday Rapture                     | Plusieurs artistes |
| 2010  | Padam Padam                          | Norbert Glanzberg |
| 2010  | Come Fly Away                        | Frank Sinatra |
| 2010  | Million Dollar Quartet               | Elvis Presley, Jerry Lee Lewis, Carl Perkins et Johnny Cash |
| 2011  | American Idiot                       | Green Day |
| 2011  | Waiting for a Train                  | Jimmie Rodgers |
| 2011  | Baby It's You!                       | The Shirelles |
| 2011  | Si nos dejan                         | Hits mexicains des années 1930 à 1950 |
| 2011  | Hinterm Horizont                     | Udo Lindenberg |
| 2012  | Salut les copains                    | chansons de la période yéyé et du rock des années 70 |
| 2012  | I Dreamed a Dream                    | Susan Boyle, également des chansons d'autres artistes ayant été reprises par la chanteuse                                                                                 |
| 2012  | Viva Forever                         | The Spice Girls |
| 2012  | Soul Sister                          | Tina Turner |
| 2012  | Disaster!                            | Hits des années 1970 |
| 2012  | Yoshimi Battles the Pink Robots      | The Flaming Lips |
| 2013  | Beautiful: The Carole King Musical   | Carole King |
| 2013  | Soul Doctor                          | Shlomo Carlebach et Nina Simone |
| 2013  | After Midnight                       | Duke Ellington |
| 2013  | Motown: The Musical                  | Chansons du label Motown |
| 2013  | Hit List                             | Chansons de la série Smash, basé sur la comédie musicale fictive de la série                                                                                              |
| 2014  | Holler If Ya Hear Me                 | Tupac Shakur |
| 2014  | Cyrano De Burger Shack               | Plusieurs artistes |
| 2014  | Sunny Afternoon                      | The Kinks |
| 2015  | On Your Feet!                        | Emilio Estefan et Gloria Estefan |
| 2015  | Résiste                              | France Gall et Michel Berger |
| 2015  | Cruel Intentions: The Musical        | Hits des années 1990, basé sur le film Sexe Intentions |
| 2016  | Lazarus                              | David Bowie |
| 2016  | Dream Lover: The Bobby Darin Musical | Bobby Darin |
| 2017  | Bat Out of Hell The Musical          | Jim Steinman |
| 2017  | The Band                             | Take That |
| 2017  | Part of the Plan                     | Dan Fogelberg |
| 2017  | Girl from the North Country          | Bob Dylan |
| 2017  | Hit Parade                           | Claude François, Dalida, Mike Brant et Sacha Distel |
| 2017  | Summer: The Donna Summer Musical     | Donna Summer |
| 2018  | Jukebox Hero                         | Foreigner |
| 2018  | Escape to Margaritaville             | Jimmy Buffett |
| 2018  | Tina (en)                            | Tina Turner |
| 2018  | Jagged Little Pill                   | Alanis Morissette |
| 2018  | Head Over Heels                      | The Go-Go's |
| 2018  | The Cher Show                        | Cher |
| 2018  | Moulin Rouge!                        | Hits de musique pop, basé sur le film Moulin Rouge |
| 2018  | All Out of Love                      | Air Supply |
| 2018  | Ain't Too Proud                      | The Temptations |
| 2018  | Clueless: The Musical                | Hits des années 1990, basé sur le film Clueless. Uniquement la première version du spectacle jouée en Off-Broadway, la seconde version utilisant des chansons originales. |
| 2019  | Club Tropicana                       | Hits des années 1980 |
| 2019  | Standing at the Sky's Edge           | Richard Hawley |
| 2019  | & Juliet                             | Max Martin |

### Années 2020
| Année | Titre                                    | Chansons utilisées                                                           |
| ----- | ---------------------------------------- | ---------------------------------------------------------------------------- |
| 2020  | POP- Uma Volta no Tempo                  | Chansons de girl group et boys band                                          |
| 2021  | The Drifters Girl                        | The Drifters                                                                 |
| 2021  | Once Upon a One More Time                | Britney Spears                                                               |
| 2021  | Get Up, Stand Up! The Bob Marley Musical | Bob Marley                                                                   |
| 2021  | What's New Pussycat?                     | Tom Jones                                                                    |
| 2021  | Je vais t'aimer                          | Michel Sardou                                                                |
| 2021  | MJ: The Musical                          | Michael Jackson                                                              |
| 2022  | A Beautiful Noise                        | Neil Diamond                                                                 |
| 2022  | The Osmonds                              | The Osmonds                                                                  |
| 2022  | Slanted! Enchanted! A Pavement Musical   | Pavement                                                                     |
| 2023  | In Dreams                                | Roy Orbison                                                                  |
| 2023  | Holidays, le musical                     | Madonna                                                                      |
| 2023  | Hell's Kitchen                           | Alicia Keys                                                                  |
| 2023  | Buena Vista Social Club                  | Buena Vista Social Club                                                      |
| 2024  | Just For One Day                         | Chansons de plusieurs artistes                                               |
| 2024  | Joyride The Musical                      | Roxette                                                                      |
| 2024  | Here & Now                               | Steps                                                                        |
| 2024  | Swept Away                               | The Avett Brothers                                                           |
| 2024  | My Best Friend's Wedding                 | Burt Bacharach et Hal David, basé sur le film Le Mariage de mon meilleur ami |
| 2025  | A Knight's Tale                          | Chansons de plusieurs artistes                                               |
| 2025  | Just in Time                             | Bobby Darin                                                                  |
| 2025  | The Diana Mixtape                        | Chansons pop de plusieurs artistes féminines                                 |

## Liste des films musicauxJukebox

### Années 1930-60
- 1938 : La Folle Parade (Alexander's Ragtime Band), avec les chansons de Irving Berlin.
- 1942 : La Glorieuse Parade (Yankee Doodle Dandy), basé sur la vie et les chansons de George M. Cohan.
- 1944 : Le Chant du Missouri (Meet Me in St. Louis), avec des chansons célèbres des années 1920.
- 1946 : La Pluie qui chante (Till the Clouds Roll By), basé sur la vie et les chansons de Jerome Kern.
- 1948 : Parade de printemps (Easter Parade), avec des chansons de Irving Berlin.
- 1948 : One Sunday Afternoon, avec des chansons célèbres des années 1920.
- 1948 : Ma vie est une chanson (Words and Music), basé sur la vie et les compositions de Lorenz Hart.
- 1950 : Trois petits mots (Three Little Words), basé sur la vie et les compositions de Bert Kalmar et Harry Ruby.
- 1951 : Un Américain à Paris (An American in Paris), basé sur les compositions de George Gershwin.
- 1952 : Chantons sous la pluie (Singin' in the Rain), avec des chansons célèbres des années 1920 et 1930.
- 1952 : Au fond de mon cœur (Deep in my Heart), basé sur la vie et les compositions de Sigmund Romberg.
- 1952 : Un refrain dans mon cœur (With a Song in My Heart), basé sur la vie et les chansons de Jane Froman.
- 1955 : Les Pièges de la passion (Love Me or Leave Me), avec des chansons célèbres des années 1930.
- 1956 : Rock and Roll (Rock Around the Clock), avec des chansons de plusieurs groupes de rock 'n' roll.
- 1957 : Don't Knock the Rock, avec des chansons de plusieurs groupes de rock 'n' roll.
- 1963 : Hootenanny Hoot, plusieurs chansons d'artistes folk.
- 1964 : Your Cheatin' Heart, basé sur la vie et les chansons d'Hank Williams.
- 1964 : A Hard Day's Night, basé sur des chansons inédites de The Beatles.
- 1965 : Help!, basé sur les chansons de The Beatles.
- 1968 : Yellow Submarine, basé sur les chansons de The Beatles.
- 1968 : Mrs. Brown, You've Got a Lovely Daughter, basé sur les chansons de Herman's Hermits.

### Années 1970-90
- 1975 : Enfin l'amour (At Long Last Love), basé sur les chansons de Cole Porter.
- 1977 : New York, New York, avec des chansons célèbres des années 1920 à 1940.
- 1978 : Sgt. Pepper's Lonely Hearts Club Band, basé sur les chansons de The Beatles.
- 1978 : Dieu merci, c'est vendredi (Thank God It's Friday), avec des chansons de plusieurs artistes disco.
- 1979 : Que le spectacle commence (All That Jazz), avec des chansons célèbres des années 1920.
- 1980 : Rien n'arrête la musique (Can't Stop the Music), avec des chansons de plusieurs artistes disco.
- 1980 : Les Blues Brothers (The Blues Brothers), avec des chansons de plusieurs artistes de R&B.
- 1981 : American Pop, avec des chansons célèbres des années 1960 et 1970.
- 1981 : Tout l'or du ciel (Pennies from Heaven), avec des chansons célèbres des années 1920 et 1930.
- 1984 : Purple Rain, basé sur des chansons inédites de Prince et The Time.
- 1984 : The Slim Dusty Movie, basé sur la vie et les chansons de Slim Dusty
- 1987 : Les Aventures des Chipmunks (The Chipmunk Adventure), avec des chansons de plusieurs artistes.
- 1996 : Tout le monde dit I love you (Everyone Says I Love You), avec des chansons célèbres des années 1920.
- 1997 : Spice World, le film (Spice World: The Movie), basé sur les chansons des Spice Girls.
- 1997 : On connaît la chanson, avec plusieurs chansons de variété française.
- 1998 : Blues Brothers 2000, avec des chansons de plusieurs artistes de R&B.

### Années 2000
- 2000 : Peines d'amour perdues (Love's Labour's Lost), avec des chansons de comédies musicales de Broadway des années 1930.
- 2001 : Moulin Rouge (Moulin Rouge!), avec plusieurs hits de musique pop.
- 2001 : Huit femmes, avec plusieurs chansons de variété française (Françoise Hardy, Dalida, Sheila, Marie Laforêt).
- 2003 : The Singing Detective, avec des chansons célèbres des années 1920 à 1950.
- 2004 : Ray, basé sur la vie et les chansons de Ray Charles.
- 2005 : 20 centimètres (20 centímetros), avec plusieurs hits de musique pop.
- 2005 : Walk the Line, basé sur la vie et les chansons de Johnny Cash.
- 2006 : Happy Feet, avec plusieurs hits de musique pop.
- 2006 : Idlewild Gangsters Club (Idlewild), basé sur les chansons de OutKast.
- 2006 : Romance and Cigarettes, avec des chansons célèbres des années 1950 à 1970.
- 2007 : Across the Universe, basé sur les chansons de The Beatles.
- 2008 : Stilyagi, avec des chansons soviétiques des années 1970 à 1980.
- 2008 : Mamma Mia!, adaptée de la comédie musicale du même titre, basé sur les chansons d'ABBA.

### Années 2010
- 2011 : Happy Feet 2 (Happy Feet Two), avec plusieurs hits de musique pop.
- 2011 : Toi, moi, les autres, avec plusieurs chansons de variété française (Joe Dassin, -M-, Daniel Balavoine, Françoise Hardy).
- 2012 : Rock Forever (Rock of Ages), adaptée de la comédie musicale Rock of Ages, avec des chansons de glam metal des années 1980.
- 2012 : The Hit Girls (Pitch Perfect), avec des chansons de plusieurs artistes.
- 2013 : Chante, danse, aime (Lovestruck: The Musical), avec des chansons célèbres des années 1980 à 2010.
- 2013 : Sunshine on Leith, adaptée de la comédie musicale du même titre, basé sur les chansons de The Proclaimers.
- 2014 : Jersey Boys, adaptée de la comédie musicale du même titre, basé sur les chansons de Frankie Valli et The Four Seasons.
- 2014 : Je t'aime à l'italienne (Walking on Sunshine), avec des chansons célèbres des années 1980.
- 2014 : La Légende de Manolo (The Book of Life), avec des chansons de plusieurs artistes.
- 2015 : Strange Magic, avec des chansons de plusieurs artistes.
- 2012 : Pitch Perfect 2, avec des chansons de plusieurs artistes.
- 2016 : Les Trolls (Trolls), avec des chansons de plusieurs artistes.
- 2016 : Tous en scène (Sing), avec des chansons de plusieurs artistes.
- 2017 : Pitch Perfect 3, avec des chansons de plusieurs artistes.
- 2018 : Mamma Mia! Here We Go Again, basé sur la comédie musicale Mamma Mia ! et sur les chansons d'ABBA.
- 2019 : En del av mitt hjärta, basé sur les chansons de Tomas Ledin.
- 2019 : Yesterday, basé sur les chansons de The Beatles.
- 2019 : Music of My Life (Blinded by the Light), basé sur les chansons de Bruce Springsteen.

### Années 2020
- 2020 : Les Trolls 2 : Tournée mondiale (Trolls World Tour), avec des chansons de plusieurs artistes.
- 2020 : Valley Girl, avec des chansons de plusieurs artistes des années 1980.
- 2020 : Explota Explota, basé sur les chansons de Raffaella Carrà.
- 2021 : Cendrillon (Cinderella), avec des chansons de plusieurs artistes.
- 2022 : Voy a pasármelo bien, basé sur les chansons d'Hombres G.
- 2023 : Greatest Days, basé sur les chansons de Take That.
- 2023 : Les Trolls 3 (Trolls Band Together), avec des chansons de plusieurs artistes.
- 2024 : Joker : Folie à deux, avec des chansons de plusieurs artistes.
- 2024 : Pavements, un documentaire incluant plusieurs passages de la comédie musicale Slanted! Enchanted! A Pavement Musical basé sur les chansons de Pavement.
- 2024 : Better Man, basé sur les chansons de Robbie Williams.
- 2025 : Partir un jour, avec des chansons de plusieurs artistes francophones.

## Liste des séries télévisées musicalesJukebox
- 1993 : Du rouge à lèvres sur ton col (Lipstick on Your Collar), avec des chansons célèbres des années 1920 à 1960.
- 2005 : Elvis : Une étoile est née (Elvis), basée sur la vie et les chansons d'Elvis Presley.
- 2007 : Blackpool, avec des chansons de plusieurs artistes.
- 2007 : Viva Laughlin, avec des chansons de plusieurs artistes.
- 2009-2015 : Glee, avec des chansons de plusieurs artistes.
- 2011 : The Kitchen Musical, avec des chansons de plusieurs artistes singapourien.
- 2012-2013 : Smash, avec des chansons de plusieurs artistes mais également originales.
- 2016-2018 : Beat Bugs, basé sur les chansons de The Beatles.
- 2018-2019 : La Magie de Motown (Motown Magic), avec des chansons de la Motown.
- 2019 : Soundtrack, avec des chansons de plusieurs artistes.
- 2020-2021 : Zoey et son incroyable playlist (Zoey's Extraordinary Playlist), avec des chansons de plusieurs artistes.